# David-Zvi Pinkas
David-Zvi Pinkas (en hébreu :  דוד-צבי פנקס) est un homme politique israélien.

## Biographie
Il est né en Hongrie, il étudie à Vienne, à l'université de Vienne et rejoint dans cette ville le mouvement Mizrahi (sionisme religieux). En 1923, il participe à Carlsbad en Tchécoslovaquie au Congrès sioniste. 
Il s'installe en Palestine mandataire en 1923 et devient conseiller communal de la ville de Tel Aviv.  
En 1948, il fut parmi les signataires de la Déclaration d'indépendance de l'État d'Israël.